# Friedrich Rehm
Friedrich Rehm (Hesse, 27 de novembro de 1792 — Kassel, 5 de novembro de 1847) foi um historiador alemão e professor universitário.

## Vida
Friedrich Rehm nasceu em Immichenhain, uma vila localizada no norte de Hesse, Alemanha. Filho de um pastor, Rehm recebeu educação domiciliar de seu pai e de seu tio até completar dezesseis anos de idade, quando ingressou na Universidade de Marburgo em 1808, sem nunca ter frequentado uma escola primária. Embora tenha se matriculado no curso de teologia, Rehm se interessou profundamente por História, e incluiu em seus estudos nomes como Albert Jakob Arnoldi, Andreas Leonhard Creuzer, Karl Wilhelm Justi, Wilhelm Gottlieb Tennemann e Ludwig Wachler. Em outubro de 1812, Friedrich Rehm ingressou na Universidade de Gotinga e, dois anos depois, foi nomeado para o Hessische Stipendiatenanstalt, uma instituição de bolsas de estudos da Universidade de Marburgo, onde liderou os estudos em teologia. Em abril de 1815, Rehm habilitou-se em filosofia, dando início às suas palestras sobre história geral, temática em que também se detém a maior parte de suas obras. Em 1818 foi nomeado professor associado, passando a professor titular em 26 de setembro de 1820. Além disso, entre 1827 e 1828, e 1834 e 1835, Friedrich Rehm atuou como reitor da Universidade de Marburgo. Em 1834, Rehm foi eleito membro permanente do comitê da cidade de Marburgo e também reconhecido como seu cidadão honorário. Por fim, Friedrich Rehm faleceu em 5 de novembro de 1847 em Kassel, aos 54 anos.

## Obra
Em 1830, Rehm publicou o Lehrbuch der historischen Propädeutik und Grundriss der allgemeinen Geschichte, uma obra didática voltada ao ensino universitário que apresentava os primeiros passos à pesquisa histórica, entendida fundamentalmente como crítica das fontes. Além disso, Rehm escreveu algumas produções literárias dedicadas à história da Idade Média, dispostas em volumes das obras Handbuch der Geschichte des Mittelalters (1824-1839) e Geschichte des Mittelalters seit den Kreuzzügen (1839).